# Jean-Gabriel Pageau
Jean-Gabriel Pageau (ur. 11 listopada 1992 w Ottawie, Kanada) – hokeista kanadyjski, gracz ligi NHL, reprezentant Kanady.

## Kariera klubowa
- Gatineau L'Intrépide (2008-2009)
- Gatineau Olympiques (2009-7.01.2012)
- Chicoutimi Saguenéens (7.01.2012-7.06.2012)
- Ottawa Senators (7.06.2012-  
  -  Binghamton Senators (2012-2015)

## Kariera reprezentacyjna
- Reprezentant Kanady na MŚ w 2018